# Hellenthal
Hellenthal is een gemeente in de Duitse deelstaat Noordrijn-Westfalen, gelegen in de Kreis Euskirchen. Hellenthal telt 7.797 inwoners (31 december 2020) op een oppervlakte van 137,83 km².

## Ligging
De gemeente Hellenthal ligt in de periferie van de deelstaat. De B265 strekt zich in noord-zuidrichting door de gemeente; in het zuiden, schampt de B421 de gemeente Hellenthal.
Hellenthal is het eindpunt van Oleftalbahn die via Schleiden naar Kall rijdt. Daar wordt aangesloten op de Eifelbahn. De treinverbinding op het traject tussen Schleiden en Hellenthal werd gestaakt van 1997 tot en met eind juli 2010. Op 11 december 2008 kreeg de Rhein-Sieg-Eisenbahn GmbH (RSE) van de deelstaat Nordrhein-Westfalen een vijftigjarige exploitatievergunning voor het uitvoeren van de treinverbinding tussen Schleiden en Hellenthal. Het herstel van de treinverbinding werd gerealiseerd in het najaar van 2010. Ten noorden van Hellenthal-Losheim reed tot de opheffing in 2004 de Vennquerbahn uit Jünkerath (Eifelroute) via de Belgische grens naar Waimes (Vennbahn) en Malmedy.
Vanaf het busstation in het centrum van Hellenthal zijn diverse bus- en taxibusaansluitingen van het Regiovervoer Keulen naar Schleiden/Kall en naar de andere dorpen. Daarnaast zijn er diverse schoolbussen (de 760-lijnen).
Hellenthal is de zuidelijkste gemeente van Noord-Rijnland-Westfalen. Ten zuiden van het dorp Kehr bevindt zich het meest zuidelijke punt, namelijk Losheimer Landgraben.
Hellenthal is een gemeente in de Eifel en behoort tot het district Euskirchen. Tot Hellenthal behoort zelfs voor Eifelse begrippen een opvallend groot aantal dorpen en gehuchten. Hellenthal is landelijk bekend om de Oleftalsperre, het wildedierenkamp met een roofvogelshow en de bezoekersmijn Grube Wohlfahrt. Ook is er grote bekendheid met de grote modelspoortentoonstelling ArsTECNICA en de internationale tentoonstelling van kerststallen "Krippana" in de buurt van het dorp Losheim aan de Duits-Belgische grens. In het voorjaar, tussen half april en half mei, bloeien miljoenen wilde narcissen in de nabijgelegen dalen.
Hellenthal ligt in een bosrijk natuurgebied, nabij de Belgische grens. Net ten westen van het centrum ligt de Oleftalsperre, een stuwdam met stuwmeer op het riviertje de Olef.

## Kernen
De gemeente telt naast het centrum van Hellenthal een groot aantal dorpjes op haar grondgebied. In 1969 fusioneerde Hellenthal met de toenmalige gemeenten Hollerath, Udenbreth en Losheim. In 1972 werden de grenzen met de buurgemeenten nogmaals hertekend, werd er grondgebied afgestaan en werden nog enkele dorpen bij Hellenthal gevoegd.
| - Aufbereitung I - Aufbereitung II - Büschem - Blumenthal - Bruch - Bungenberg - Dickerscheid - Dommersbach - Eichen - Felser - Giescheid - Grube Wohlfahrt - Hahnenberg - Haus Eichen - Hecken - Heiden - Hescheld - Hönningen - Hollerath - Ingersberg | - Kamberg - Kammerwald - Kehr - Kradenhövel - Kreuzberg - Losheim - Losheimergraben - Linden - Manscheid - Miescheid - Miescheiderheide - Neuhaus - Oberdalmerscheid - Oberpreth - Oberreifferscheid - Oberschömbach - Paulushof - Pfeiffershof - Platiß - Ramscheid | - Ramscheiderhöhe - Reifferscheid - Rescheid (Besucherbergwerk) - Rodenbusch - Schnorrenberg - Schwalenbach - Sieberath - Udenbreth - Unterdalmerscheid - Unterpreth - Unterschömbach - Wahld - Wiesen - Wildenburg - Winten - Wittscheid - Wolfert - Wollenberg - Zehnstelle - Zingscheid |

## Galerij

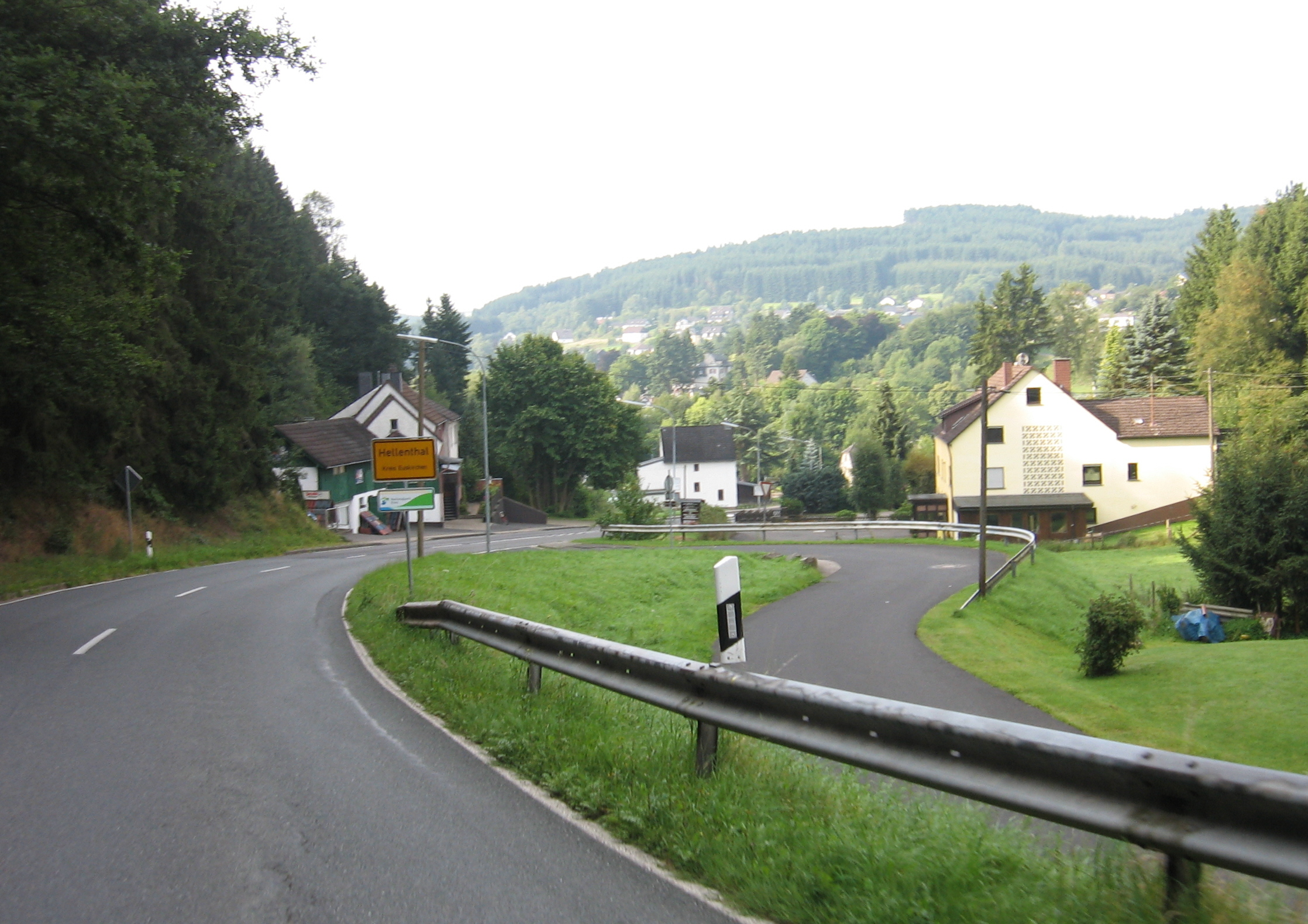
Hellenthal
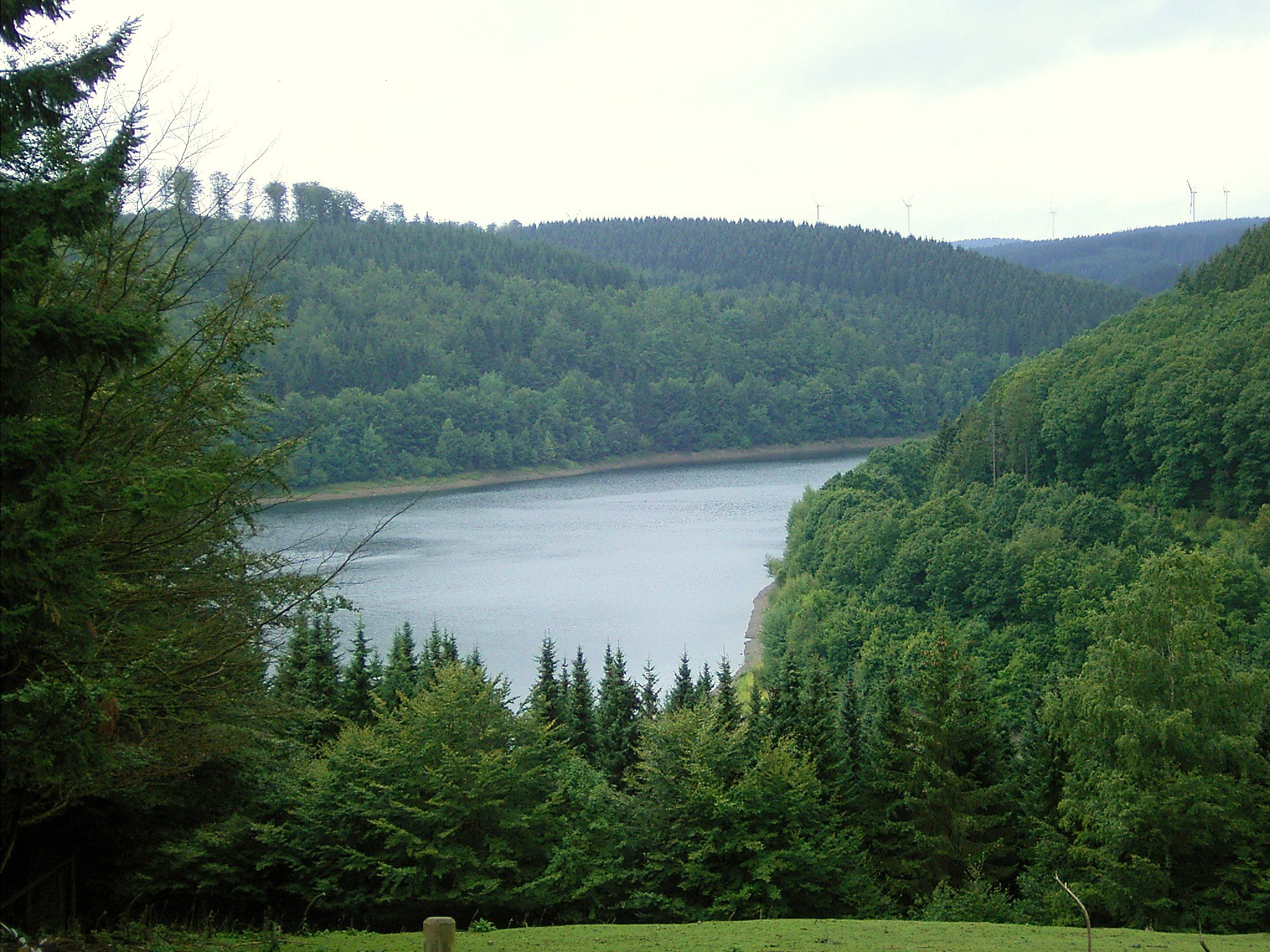
Oleftalsperre
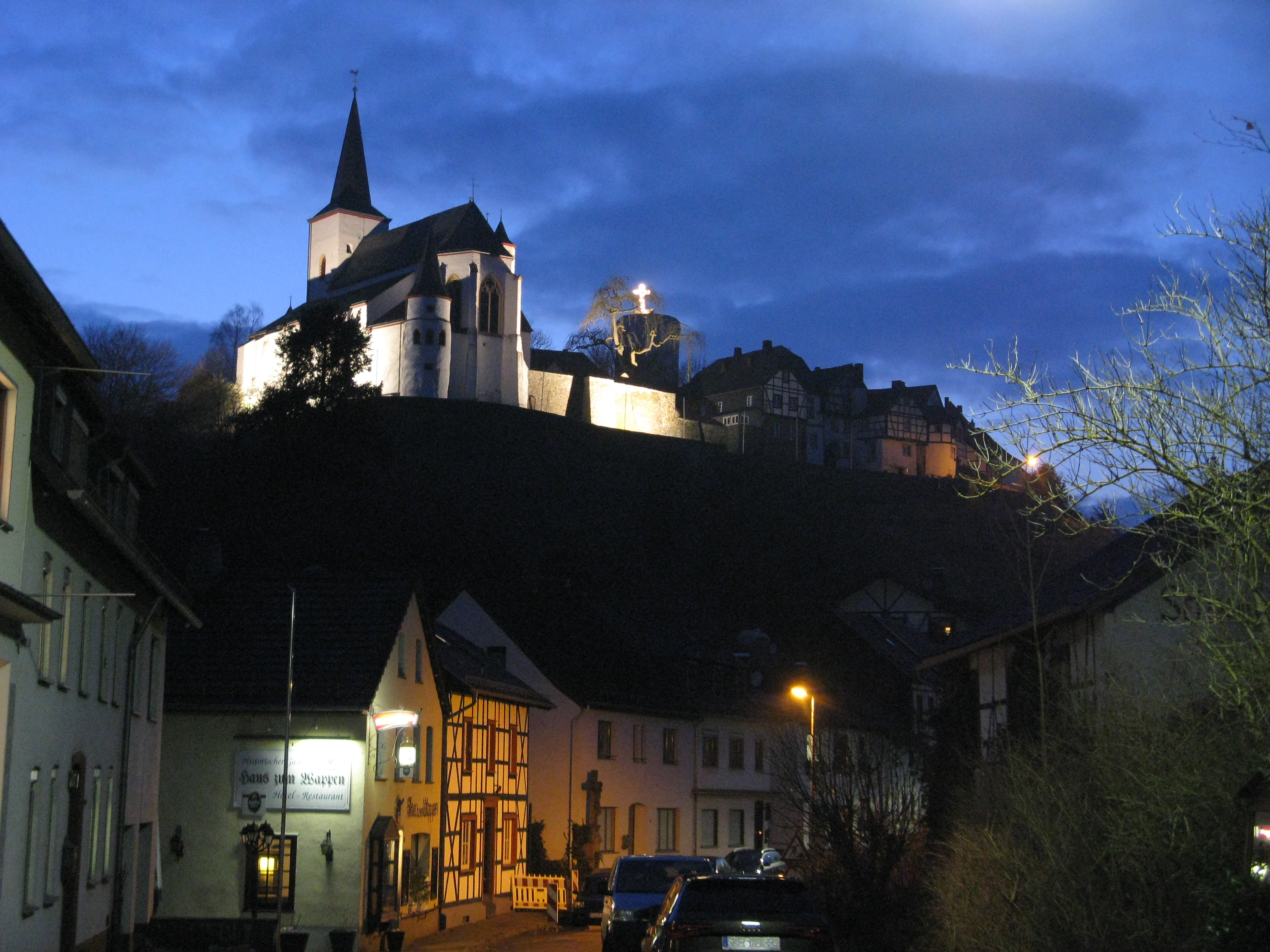
Burg Reifferscheid
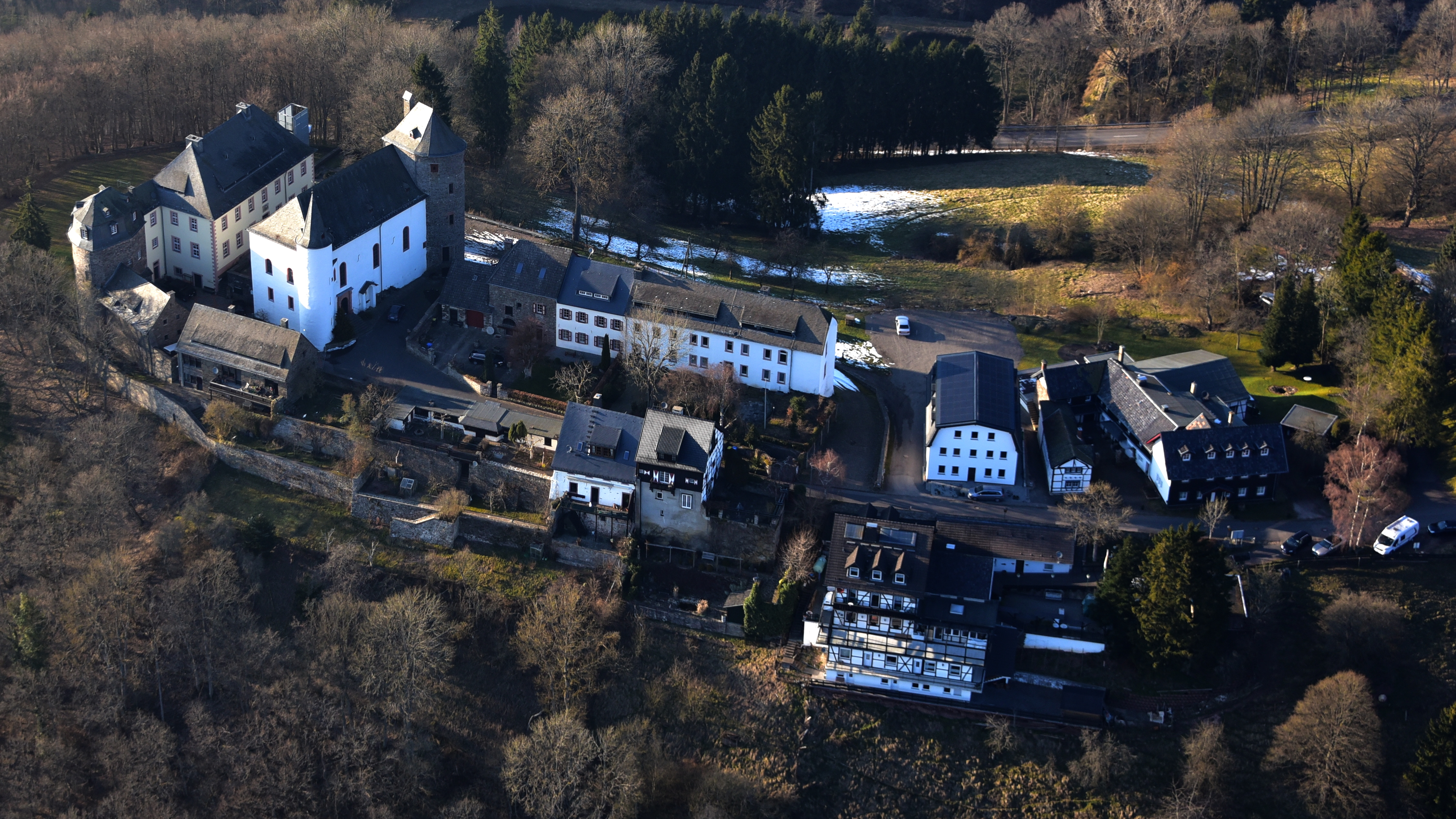
Burg Wildenburg
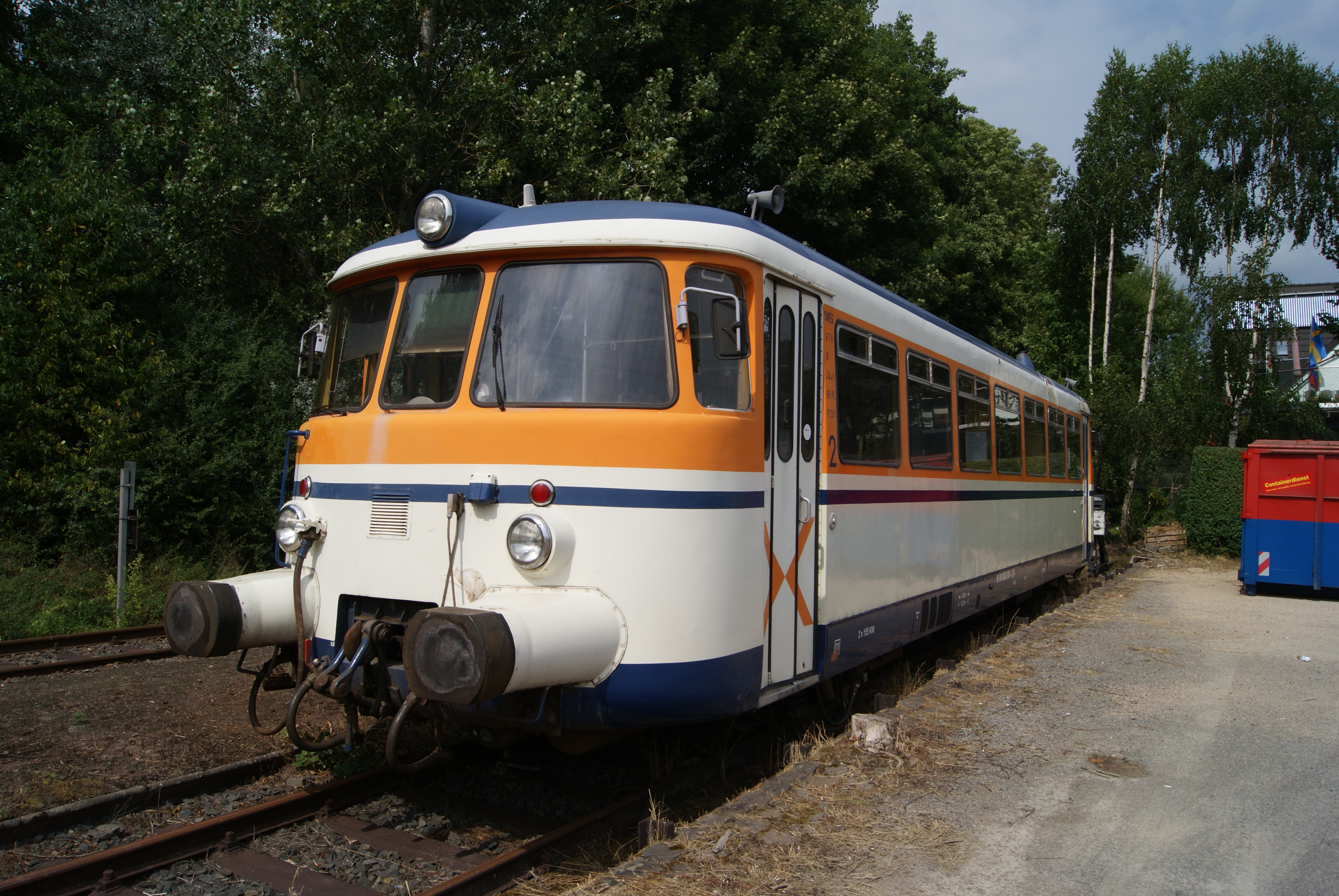
Railbus op de Oleftalbahn

Bad Münstereifel · Blankenheim · Dahlem · Euskirchen · Hellenthal · Kall · Mechernich · Nettersheim · Schleiden · Weilerswist · Zülpich